# Co się zdarzyło na Targach Światowych
It Happened at the World’s Fair (lub To się wydarzyło na największej wystawie świata) – film muzyczny z 1963, wyprodukowany w USA. 

## Opis fabuły
Młodzi piloci, Mike (Elvis Presley) i Danny, muszą zastawić samolot, ponieważ jeden z nich ma długi. Poszukując pracy trafiają na światową wystawę w Seattle. Tam zaczyna się akcja… Mike spotyka miłą pielęgniarkę i robi wszystko, aby się z nią spotkać. Danny ma ciągłe długi, a w dodatku traci (albo zyskuje) grywając w gry hazardowe.
Końcowa piosenka „Happy Ending” wskazuje na to, że zakończenie było szczęśliwe.